# George Hilton
Jorge Hill Acosta y Lara, conocido como George Hilton (Montevideo, 16 de julio de 1934-Roma, 28 de julio de 2019), fue un actor uruguayo nacionalizado italiano, protagonista de varios spaghetti westerns.

## Biografía
Era nieto por parte materna de Manuel Acosta y Lara, propietario del periódico La Mañana. En Uruguay vivió durante sus primeros diecisiete años antes de trasladarse a Buenos Aires para dedicarse al cine. Al inicio de su carrera actoral utilizó el seudónimo Jorge Hilton, el que luego cambiaría para George Hilton ya que a su familia no le agradaba que usara el nombre real.
Debutó en el cine en los años 1950, pero no fue hasta la década siguiente que empezó a disfrutar de fama, debido en parte a sus papeles en diversos spaghetti westerns. En 1962 abandonó Uruguay para trasladarse a Milán (Italia) donde posteriormente se nacionalizó italiano. Protagonizó el filme uruguayo El lugar del humo, dirigido por Eva Landeck.

## Filmografía (incompleta)
- Un coccodrillo per amico (2009) (TV)
- Natale in crociera (2007) .... Comandante de la nave
- Tre addii (1999) miniserie
- Cient' anne (1999) .... Mauro De Angelis
- Fuochi d'artificio (1997) .... Gerard de la Fasse
- Italian Restaurant (1994) miniserie, episodios desconocidos
- Prestazione straordinaria (1994) .... Miccichè
- Abbronzatissimi 2 - un anno dopo (1993) .... Alfredo
- Mademoiselle Ardel (1990) (TV) .... Massimo di Falco
- Un enfant dans la tourmente (1990) miniserie .... Taddei
- College" (1989) miniserie .... Coronel Madison
- Double Game (1989)
- Silvia è sola (1988) (TV)
- "Brivido giallo" .... Jurek (1 episodio, 1987)
- A cena col vampiro (1987) Episodio de TV .... Jurek
- College (1984) .... Instructor
- Los invasores del abismo (1983) .... Profesor Peter Saunders
- I predatori di Atlantide - Italia (título original)
- Los saqueadores de la Atlantid - Argentina (título en video box)
- Las noches secretas de Lucrecia Borgia (1982) .... Duccio
- Le notti segrete di Lucrezia Borgia - España (título original)
- Ricchi, ricchissimi... praticamente in mutande (1982) .... Príncipe Omar Abdul Yussef El Rahid
- 19. Teste di quoio (1981) .... Boodoostano, jefe de los terroristas
- El lugar del humo (1979)
- Milano... difendersi o morire (1978) .... Commissioner Morani
- Torino violenta (1977) .... Insp. Ugo Moretti
- La llamada del sexo (1977) .... Carlos Alaria
- El macho (1977) .... Hidalgo, el duque
- Taxi Girl (1977) .... Ramon
- Las nuevas aventuras del Zorro (1976) .... Philip Mackintosh/Don Alba de Mendoza
- Ah sì? E io lo dico a Zzzzorro! - Italia (título original)
- Nuevas aventuras de El Zorro - España
- Prima ti suono e poi ti sparo (1975)

T* rinity Plus the Clown and a Guitar - Estados Unidos (Título español)
- L'assassino è costretto ad uccidere ancora (1975) .... Giorgio Mainardi
- Di Tresette ce n'è uno, tutti gli altri son nessuno (1974) .... Tressette/Tricky Dicky
- Tejido de seda (1974) .... Didier
- Il baco da seta - Italia (título original)
- Contratto carnale (1973) .... James McDougall
- Para mí el oro, para ti el plomo (1973) .... Tresette/Tricky Dicky

Lo chiamavano Tresette... giocava sempre col morto - Italia (título original)
- El audaz aventurero (1973) .... Stefano Pelloni, il 'Passatore'
- Fuori uno sotto un altro arriva il passatore - España (título original)
- Un Casanova en apuros - España
- Sette ore di violenza per una soluzione imprevista (1973) .... George Anderson
- Il West ti va stretto, amico... è arrivato Alleluja (1972) .... Alleluja
- Perché quelle strane gocce di sangue sul corpo di Jennifer? (1972) .... Andrea Barto
- Coartada en disco rojo (1972) .... Dr. Roberto Carli
- Todos los colores de la oscuridad (1972) .... Richard Steele
- Tutti i colori del buio - Italia (título original)
- Sumario sangriento de la pequeña Estefanía (1972) .... Inspector Luca Peretti
- Mio caro assassino - Italia (título original)
- El diablo tiene siete caras (1971) .... Tony Shane
- Il diavolo a sette facce - Italia (título original)
- La cola del escorpión (1971) .... Peter Lynch
- La coda dello scorpione - Italia (título original)
- Siete minutos para morir (1971) .... Mike Russo
- Y ahora le llaman Aleluya (1971) .... Allelujah
- Testa t'ammazzo, croce... sei morto... Mi chiamano Alleluja - Italia (título original)
- La perversa señora Ward (1971) .... George Corro
- Lo strano vizio della Signora Ward - Italia (título original)
- Vende la pistola y cómprate la tumba (1970) .... Sartana
- C'è Sartana... vendi la pistola e comprati la bara - Italia (título original)
- La batalla del desierto (1969) .... Captain George Bradbury
- La battaglia del deserto - Italia (título original)
- Los desperados (1969) .... John Warner
- El dedo en la llaga (1969) .... Michael Sheppard
- Il dito nella piaga - Italia (título original)
- La battaglia di El Alamein (1969) .... Lt. Graham
- T'ammazzo! - Raccomandati a Dio (1968) .... Glenn
- Uno más al infierno (1968) .... Johnny King
- Uno di più all'inferno - Italia (título original)
- El dulce cuerpo de Deborah (1968) .... Robert
- Il dolce corpo di Deborah - Italia (título original)
- Los profesionales del oro (1968) .... Manolo Sanchez
- Ognuno per sé - Italia (título original)
- El momento de matar (1968) .... Lord
- Il momento di uccidere - Italia (título original)
- L'harem (1967) (sin acreditar)
- Un poker di pistole (1967) .... Ponson
- En Ghentar se muere fácil (1967) .... Teddy Jason

A Ghentar si muore facile - Italia (título original)
- Frontera al sur (1967) .... David Kitosch
- Voy, lo mato y vuelvo (1967) .... Lo Straniero / Django / - un cacciatore di taglie
- Vado... l'ammazzo e torno - Italia (título original)
- Pago com plombo - México
- La più grande rapina del west (1967) .... Billy 'Rum' Cooney
- Los profesionales de la muerte (1967) .... Steel Downey
- Professionisti per un massacro - España (título original)
- Rojo de la sangre y el amarillo del oro - España
- Il tempo degli avvoltoi (1967) .... Kitosch
- I due figli di Ringo (1966) .... Joe
- Las pistolas cantaron la muerte (1966) .... Jeffrey Corbett
- Tempo di massacro - Italia (título original)
- Tiempo de masacre - Argentina
- Dos mafiosos contra Goldezenger (1965) .... Agente 007
- Due mafiosi contro Goldginger - España (título original)
- Misión Goldginger - España
- Operación relámpago - España
- L'uomo mascherato contro i pirati (1964) .... Suarez
- El Hombre Enmascarado contra los piratas - España
- Las modelos (1963) (acreditado como Jorge Hilton)
- Los que verán a Dios (1963) (como Jorge Hilton)
- El bote, el río y la gente (1960) (como Jorge Hilton)
- La procesión (1960) (como Jorge Hilton)
- Alto Paraná (1958) (como Jorge Hilton) .... Luis
- Una viuda difícil (1957) (como Jorge Hilton)
- Después del silencio (1956) (como Jorge Hilton) .... Extra
- Los tallos amargos (1956) (como Jorge Hilton)

Mismo:
- Paura: Lucio Fulci Remembered - Volume 1 (2008) (V) .... Él mismo
- Ein Halleluja für Anthony Ascott (2005) (V) .... Él mismo

Tomas de Archivo:
- The Diabolikal Super-Kriminal (2007) .... Inspector Grant